# Ɔ̃́
Ɔ̃́ (minuscule : ɔ̃́), appelé O ouvert tilde accent aigu, est une lettre latine utilisée dans l’orthographe standardisée des langues du Congo-Kinshasa dont le ngbaka minangende, et dans l’écriture du ditammari et du miyobé au Bénin, ou encore du bwamu, du kaansa, du lyélé, du puguli et du winyé au Burkina Faso, du bassa (langue krou) au Liberia et en Sierra Leone.
Elle est formée de la lettre O ouvert avec un tilde suscrit et un accent aigu.

## Utilisation
En ngbaka minangende, le ‹ ɔ̃́ › est utilisé dans les ouvrages linguistiques pour représenter la voyelle /ɔ/ nasalisée avec un ton haut ; la nasalisation est indiquée à l’aide du tilde, et le ton est indiqué à l’aide de l’accent aigu. Dans l’orthographe, le ton est habituellement indiqué uniquement lorsqu’il y a ambigüité.

## Représentations informatiques
Le O ouvert tilde accent aigu peut être représenté avec les caractères Unicode suivants : 
- décomposé (supplément latin-1, alphabet phonétique international, diacritiques) :

| formes    | représentations | chaînes de caractères | points de code       | descriptions                                                               |
| --------- | --------------- | --------------------- | -------------------- | -------------------------------------------------------------------------- |
| capitale  | Ɔ̃́               | Ɔ◌̃◌́                   | U+0186 U+0303 U+0301 | lettre majuscule latine o ouvert diacritique tilde diacritique accent aigu |
| minuscule | ɔ̃́               | ɔ◌̃◌́                   | U+0254 U+0303 U+0301 | lettre minuscule latine o ouvert diacritique tilde diacritique accent aigu |